# Schefflera oblonga
Schefflera oblonga är en araliaväxtart som beskrevs av William Grant Craib. Schefflera oblonga ingår i släktet Schefflera och familjen araliaväxter.
Artens utbredningsområde är Thailand. Inga underarter finns listade.